# Allium cupuliferum
Allium cupuliferum är en amaryllisväxtart som beskrevs av Eduard August von Regel. Allium cupuliferum ingår i släktet lökar, och familjen amaryllisväxter.

## Underarter
Arten delas in i följande underarter:
- A. c. cupuliferum
- A. c. nuratavicum